# Saint-Martin-d’Abbat
Saint-Martin-d’Abbat település Franciaországban, Loiret megyében. Lakosainak száma 1825 fő (2022. január 1.). Saint-Martin-d’Abbat Vitry-aux-Loges, Bouzy-la-Forêt, Châteauneuf-sur-Loire, Châtenoy, Germigny-des-Prés, Saint-Benoît-sur-Loire, Sury-aux-Bois és Bray-Saint-Aignan községekkel határos.

## Népesség
A település népessége az elmúlt években az alábbi módon változott:
| Lakosok száma | 624  | 855  | 968  | 1484 | 1710 | 1750 | 1769 | 1761 | 1789 | 1825 |
|               | 1968 | 1982 | 1990 | 2006 | 2013 | 2015 | 2017 | 2019 | 2020 | 2022 |